# Мерса-Матрух
Ме́рса-Матру́х, Марса-Матрух (араб. مرسى مطروح‎ — «Брошенный якорь»; копт. Ⲧⲡⲁⲣⲁⲧⲟⲛⲓⲟⲛ, Тпаратонион) — город в Египте, на побережье Средиземного моря, примерно в 240 км к западу от Александрии, на трассе Александрия — граница с Ливией. Столица провинции Матрух. Международный аэропорт. Наиболее популярный летний курорт среди населения Каира. Многочисленные гостиницы и туристические комплексы. Приезжающим сдаются также частные апартаменты, которые называются здесь шале́.

## История
Город известен со времён Птолемеев, тогда он назывался Параитонион (греч. Παραιτόνιον), в византийский период — Параэтониум, после арабского завоевания — Аль-Баретун (араб. البارتون‎). В 7 км от города находятся «Клеопатровы ванны» — маленькая тихая бухта, отгороженная скалами: здесь, по преданию, любила отдыхать царица. Среди других достопримечательностей сто́ит упомянуть руины храма, построенного фараоном Рамзесом II, и военный музей Роммеля.
Во время Второй мировой войны к востоку от города располагалось фортификационное сооружение Британской армии Баггуш Бокс. В те времена Мерса-Матрух являлась конечным пунктом на однопутной железнодорожной линии, проходящей через Эль-Аламейн.

## Достопримечательности
- Пляж Аджиба — отличается прозрачной водой, прекрасными пейзажами;
- Ливийский рынок — представлены изделия из Ливии, Египта и других стран;
- Улица Александрия — торговая улица, начинается на въезде в город и идёт по набережной.